# 韋雷河
41°42′42″N 44°47′21″E / 41.7116°N 44.7893°E

韋雷河（羅馬化：Vere）是格魯吉亞的河流，位於該國東部，屬於庫拉河的右支流，河道全長45公里，流域面積194平方公里，河水來自融雪、雨水和地下水。